# Капский чирок
Капский чирок (лат. Anas capensis) – настоящая утка длиной 44-46 см, обитает во влажных районах, близлежащих к пустыне Сахаре в Африке.

## Описание

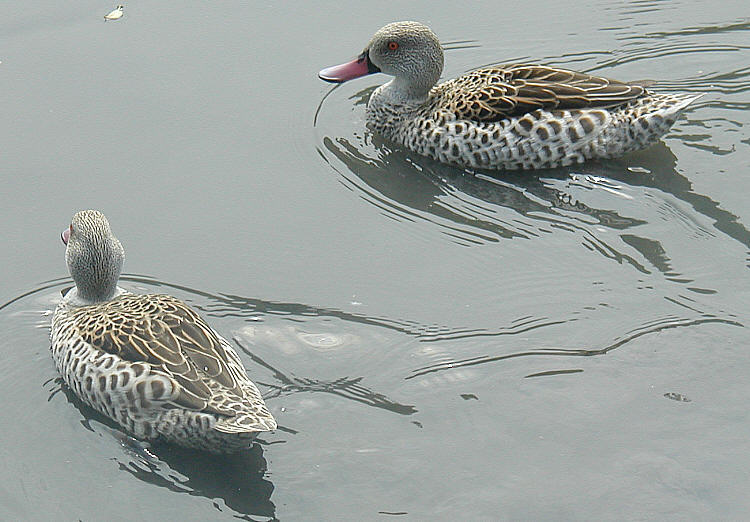
Капский чирок (Anas capensis)

Очень похож на южных уток, полы не имеют различий. Он очень бледный и в основном серый с коричневатыми боками и розовым клювом (у молодых птиц бледно-розовый). Капского чирка невозможно спутать с другими утками в этой местности.

## Распространение
Утка редко распространена, но на большой площади, встречается в чрезвычайно больших группах, за исключением периода линьки стай, которых можно насчитать до 2000. 

## Миграции
Этот вид по существу неперелётный, несмотря на это совершает в подходящий момент перемещения по местности.

## Питание
Этот вид питается водными растениями и немного животными (беспозвоночными, ракообразными и амфибиями), доступными на поверхности воды.

## Размножение
Гнездо вьёт на поверхности земли среди растительности и вблизи воды.

## Голос
Это чрезвычайно спокойная птица, за исключением периода спаривания. При этом самец издаёт чистый свист, тогда как самка издаёт слабое кряканье.